# Facharzt für Allgemeinchirurgie
Facharzt für Allgemeinchirurgie, auch Allgemeinchirurgin/Allgemeinchirurg, ist in Deutschland die offizielle Bezeichnung für einen Facharzt, der sich auf die ärztliche Tätigkeit im Bereich Allgemeinchirurgie des Gebietes Chirurgie spezialisiert hat.

## Gebiet Chirurgie
Das Gebiet Chirurgie umfasst die Vorbeugung, Erkennung, konservative und operative Behandlung, Nachsorge und Rehabilitation von chirurgischen Erkrankungen, Verletzungen und Verletzungsfolgen sowie angeborenen und erworbenen Formveränderungen und Fehlbildungen der Gefäße, der inneren Organe einschließlich des Herzens, der Stütz- und Bewegungsorgane sowie der Wiederherstellungs- und Transplantationschirurgie.

## Facharzt-Weiterbildung in Allgemeinchirurgie
Um in Deutschland als Facharzt für Allgemeinchirurgie tätig werden zu können, muss nach dem Abschluss eines Medizinstudiums und erteilter Approbation als Arzt eine mindestens 72 Monate dauernde Weiterbildung im Gebiet Chirurgie mit Erfolg absolviert haben.  Die Berechtigung zur Führung einer Facharzt-, Schwerpunkt- oder Zusatzbezeichnung wird nach einer mündlichen Prüfung von der zuständigen Landesärztekammer erteilt.
Die Weiterbildung muss an zugelassenen Weiterbildungsstätten absolviert werden: mindestens 72 Monate im Gebiet Chirurgie, davon müssen abgeleistet werden:
- 18 Monate in Orthopädie und Unfallchirurgie
- 18 Monate in Viszeralchirurgie
- 6 Monate in der Notfallaufnahme
- 6 Monate in der Intensivmedizin.

Bei der Anmeldung zur Weiterbildungsprüfung müssen der zuständigen Ärztekammer sämtliche Nachweise über die erfüllten Mindestanforderungen vorgelegt werden. Dazu gehören auch die Logbuch-Dokumentationen über alle durch die MWBO vorgegebenen Inhalte der Weiterbildung. Zur Weiterbildungsprüfung muss man darlegen, dass man über die entsprechenden Kenntnisse, Erfahrungen und Fertigkeiten im Fach verfügt.

### Inhalte der Weiterbildung
Zur Weiterbildungsprüfung muss dargelegt werden können, dass man Kenntnisse, Erfahrungen und Fertigkeiten unter anderem in folgenden Bereichen erlangt hat:

#### Gemeinsame Inhalte der Facharzt-Weiterbildungen im Gebiet Chirurgie
- Chirurgische Techniken und Instrumentengebrauch einschließlich Laseranwendung
- Chirurgische perioperative Behandlung
- Prophylaxe, Diagnostik und Therapie von Thrombosen
- Wundmanagement und stadiengerechte Wundtherapie
- Defektdeckung bei akuten und chronischen Wunden
- Basisbehandlung palliativmedizinisch zu versorgender Patienten
- Lokalanästhesie und Schmerztherapie
- Erkennung und Behandlung akuter Notfälle einschließlich lebensrettender Maßnahmen

#### Spezifische Inhalte der Facharzt-Weiterbildung Allgemeinchirurgie
- Notfalleingriffe:
  - Erkennung, Diagnostik, Therapie und interdisziplinäres Management für den Schwer- und Mehrfachverletzten
  - Zugang zum Thorax
  - Notfalleingriffe im Bauchraum, z. B. bei Ileus, Blutung, Peritonitis, Milzruptur, Hohlorganperforationen
- Diagnostische Verfahren: Sonographische und Endoskopische Untersuchungen, konventionelle Röntgendiagnostik
- Diagnostik und Therapie bei
  - Luxationen, Frakturen, Distorsionen
  - Weichteilverletzungen, Wunden, Verbrennungen, Weichteiltumoren, Hautabszessen
  - Verletzungen, Erkrankungen und Funktionsstörungen
    - der Hand
    - der viszeralen Organe und Gefäße
    - des Kopf- und Halsbereichs
    - der Bewegungsorgane
- Strahlenschutz.

Die Inhalte der Musterweiterbildungsordnung sind allerdings nur eine Empfehlung für die rechtsverbindlichen Weiterbildungsordnungen der Landesärztekammern, die hiervon abweichende Regelungen treffen können.

## Zusatz-Weiterbildungen
Fachärztinnen und -ärzte für Allgemeinchirurgie haben die Möglichkeit, sich durch Zusatz-Weiterbildung weiter zu qualifizieren. Hierzu gehören insbesondere die Zusatz-Weiterbildungen Handchirurgie, Proktologie und Transplantationsmedizin. Außerdem besteht die Möglichkeit der Qualifizierung in den Zusatz-Weiterbildungen, die Fachärzten der Gebiete der unmittelbaren Patientenversorgung vorbehalten sind.